# تاکاسوگی شینساکو
تاکاسوگی شین‌ساکو (به ژاپنی: 高杉 晋作 Takasugi Shinsaku);(۲۷ سپتامبر ۱۸۳۹ – ۱۷ مهٔ ۱۸۶۷) یک سامورایی اهل قلمروی چوشو ژاپن بود که به‌طور قابل توجهی به اصلاحات میجی کمک کرد. وی از چندین نام مستعار برای مخفی کردن فعالیت‌هایش از شوگونسالاری توکوگاوا استفاده می‌کرد. یکی از پیشروان پذیرش شیوه های نظامی غربی شین‌ساکو بود.

## زمینه
هنگامی که شوگون‌سالاری توکوگاوا وارد آخرین دههٔ حکمرایی خود شد. مردان قلمروی چوشو که نسبت به شوگون‌سالاری پرخاشگرتر و دشمن تر از همه گروه‌های دیگر بودند دسیسه و توطئه و سرکشی‌های شدیدی را علیه شوگون‌سالاری آغاز کردند. پس از آن شوگون‌سالاری به موجب فرمان امپراتور کومی آنان را از پایتخت اخراج کرد و ارباب این قلمرو را مغضوب و مجبور کرد که به مدت یکسال داوطلبانه در حبس خانگی باشد. موری تاکاچیکا ارباب یا دایمیوی قلمروی چوشو چون متوجه شد سرسختی روزافزون مردان قلمرویش به زودی خشم مسلحانهٔ شوگون‌سالاری یا باکوفو را برخواهد انگیخت، مصمم شد که تجدید سازمان ارتش خود را به تاکاسوگی شینساکو که در آن زمان ۲۵ سال داشت بسپارد. شین‌ساکو یک سامورایی بود که در سال ۱۸۶۲ با یک هیئت ژاپنی به شانگهای رفت و آنچه را بر او اثر گذاشت در دفتر یادداشت‌های روزانه خود نوشت. این تأثیرها از هوشیاری بسیار نسبت به آثار جهانگشایی در چین حکایت می‌کند.

## تشکیل کی هی تای
تاکاسوگی شینساکو در ادو زیر دست استادان ژاپنی زبان هلندی آموخته و مهارت قابل توجهی در زمینه توپخانه و علوم نظامی غربی به دست آورده یود. وی نیز به مانند دیگر افراد سامورایی اهل چوشو از هواخواهان سرسخت جنبش سوننو جوئی به معنای «امپراتور را گرامی دان، بیگانه وحشی را بیرون ران» بود.
تاکاسوگی شینساکو با اجازه ارباب خود بلافاصله دست به تشکیل واحدهایی لشکری زد به نام کی هی تای، به معنی «لشکریان غافلگیری» که شرکت در آن مشروط به داشتن هیچ وضع اجتماعی خاصی نبود.

## مرگ
تاکاسوگی شینساکو در تاریخ ۱۷ مه ۱۸۶۷ از بیماری سل فوت کرد، و هدایت شبه نظامیان کی هی تای پس از آن توسط یاماگاتا آریتومو انجام شد. شبه نظامیان کی هی تای نقش مهمی در جنگ بوشین ایفا کردند، که در نهایت منجر به اصلاحات میجی شد.